# Stanislav Kolíbal
Stanislav Kolíbal, né le 11 décembre 1925 à Orlová, est un sculpteur tchèque.